# Petegem-aan-de-Leie
Petegem-aan-de-Leie (vls. Petegem-an-de-Leie) – dzielnica (deelgemeente) miasta Deinze w Belgii, w Regionie Flamandzkim, w prowincji Flandria Wschodnia, w okręgu Gandawa. 1 stycznia 2020 roku liczyła 10 235 mieszkańców. Do 31 grudnia 1970 samodzielna gmina. Leży nad rzeką Leie.

## Demografia
Liczba mieszkańców, stan na 1 stycznia:
| Rok                | 1930 | 1947 | 1961 | 2020   |
| ------------------ | ---- | ---- | ---- | ------ |
| Liczba mieszkańców | 3806 | 5149 | 5750 | 10 235 |